# Calostemma purpureum
Calostemma purpureum är en amaryllisväxtart som beskrevs av Robert Brown. Calostemma purpureum ingår i släktet Calostemma och familjen amaryllisväxter. Inga underarter finns listade i Catalogue of Life.

## Bildgalleri

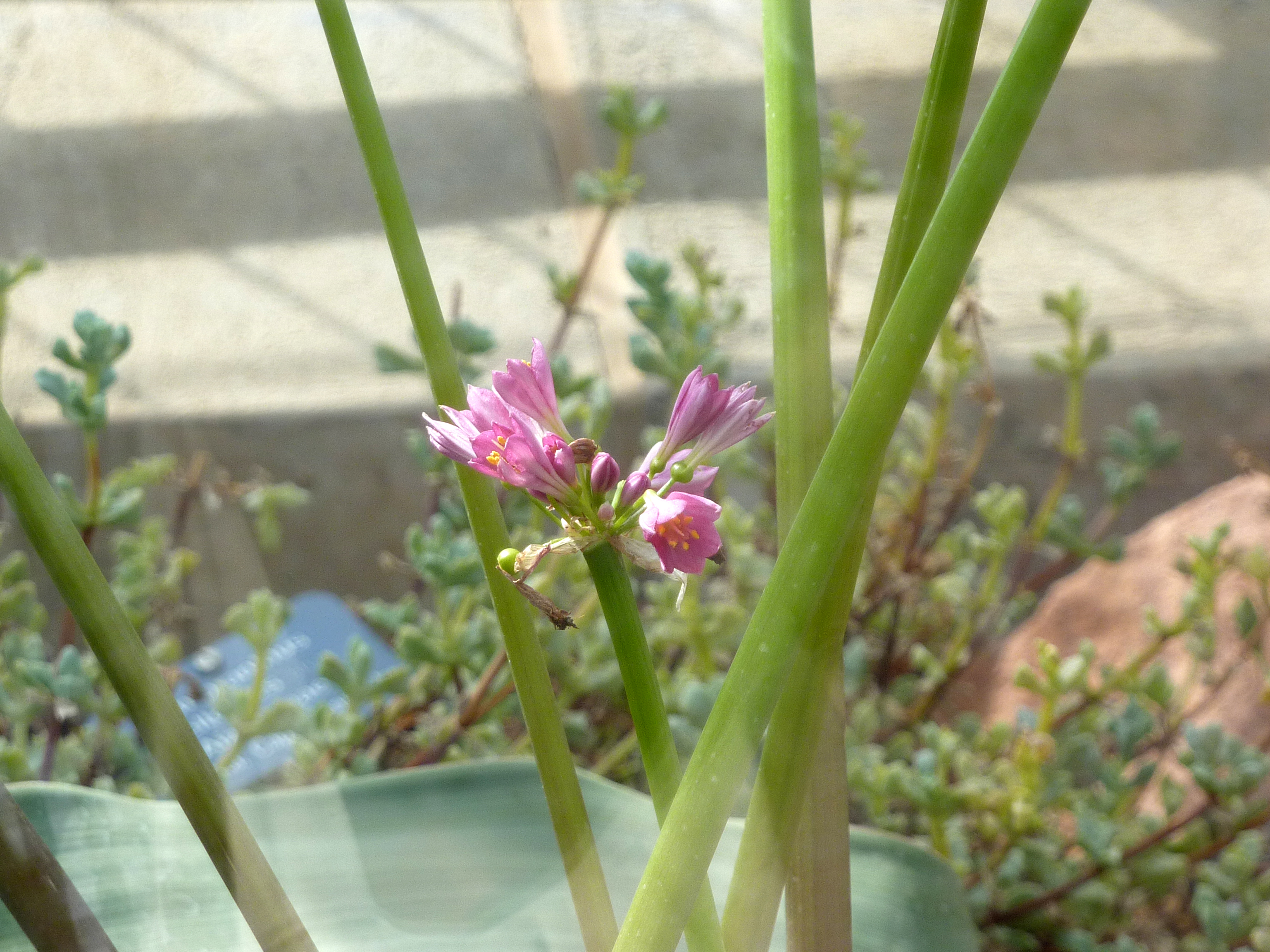
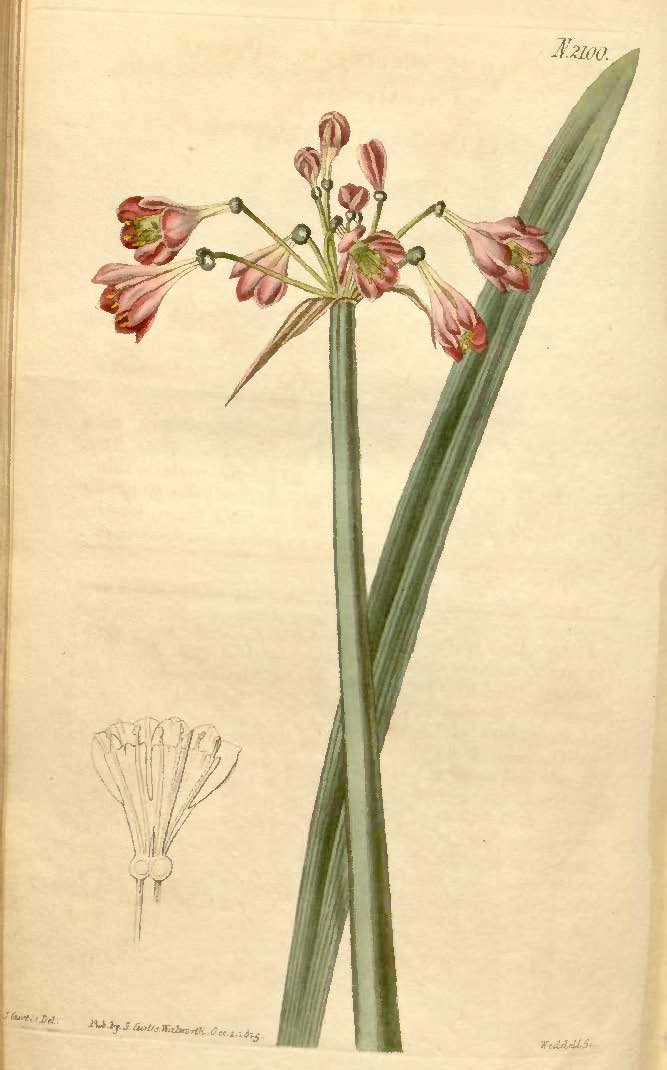
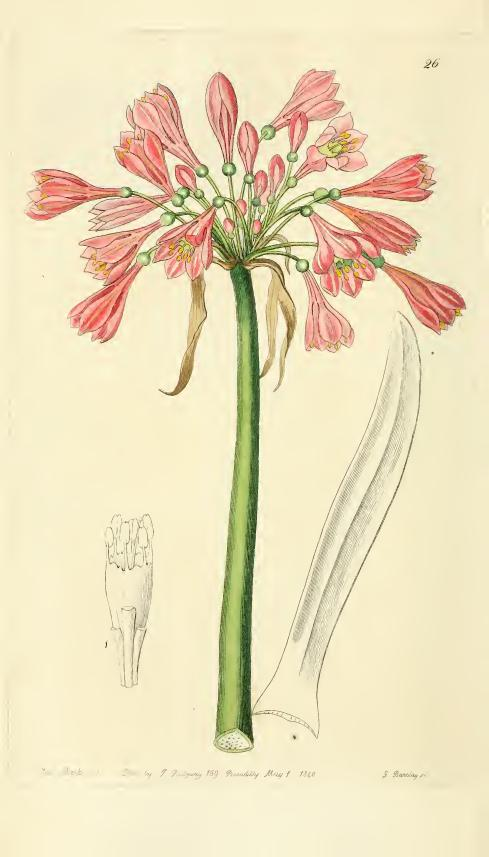
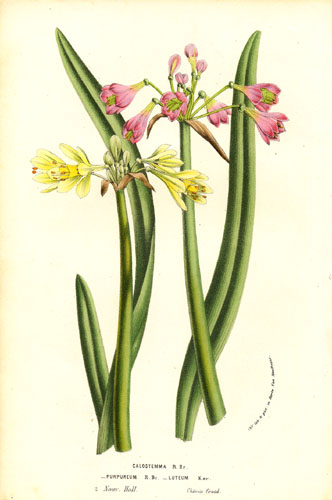